# Nationale Universität Córdoba

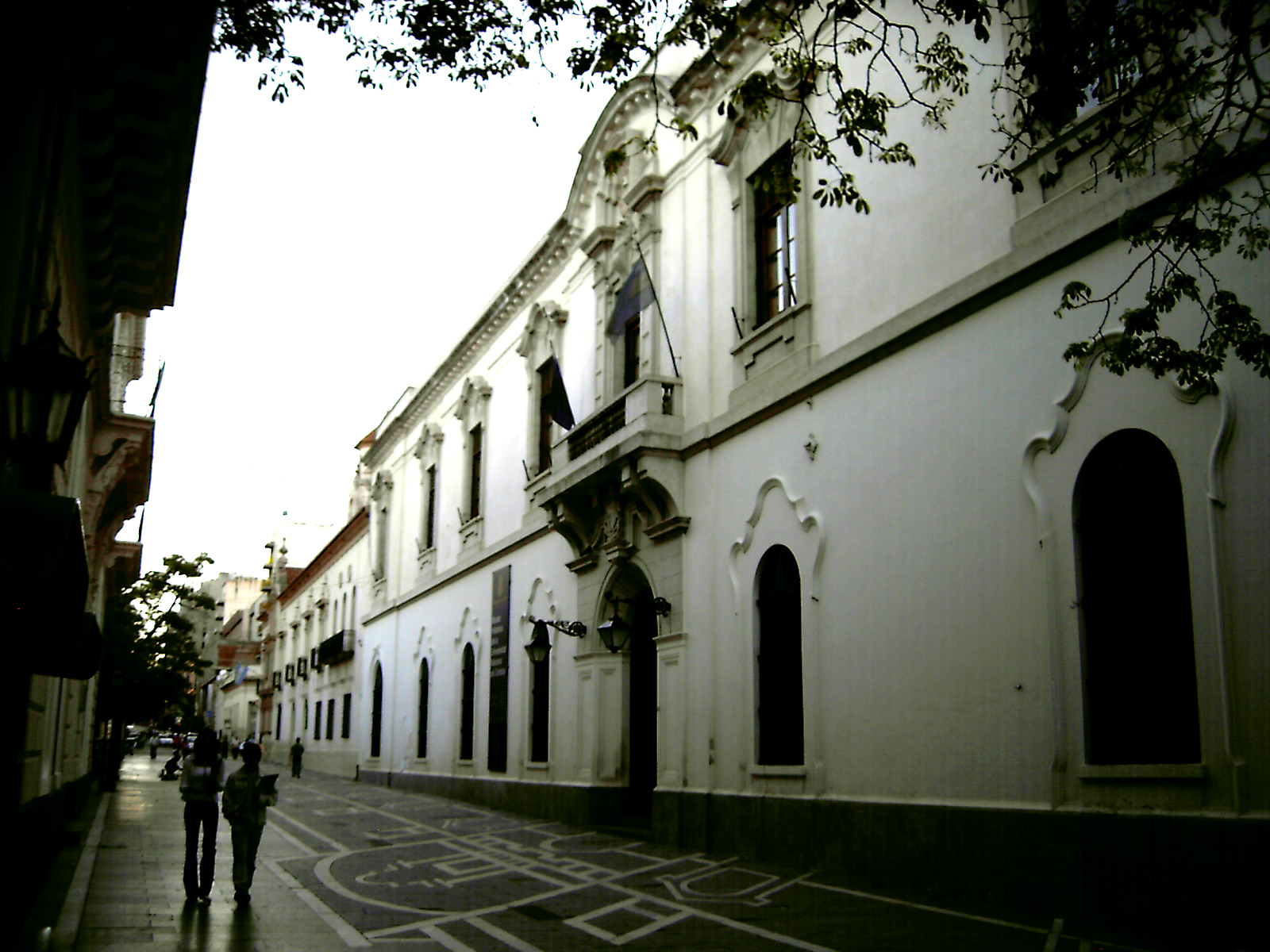
Gebäude der „Facultad de Derechos y Ciencias Sociales“ im Stadtzentrum von Córdoba

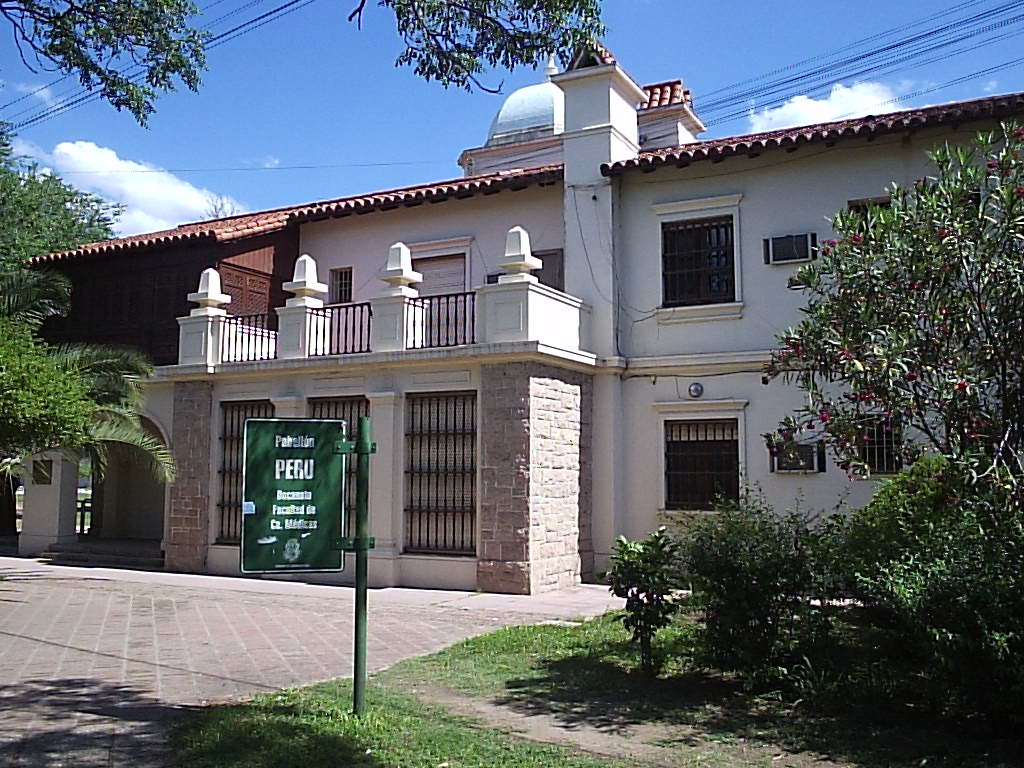
Pabellón Perú, Teil der medizinischen Fakultät von Córdoba

Die Universidad Nacional de Córdoba (UNC, deutsch Nationale Universität Córdoba) ist eine Universität in Argentinien. Sie befindet sich in der Stadt Córdoba in der gleichnamigen Provinz.
Die Universität ist die älteste Universität des Landes und eine der ältesten in Lateinamerika. Nach der Universidad de Buenos Aires ist sie mit circa 115.000 Studenten die größte Universität des Landes.

## Geschichte
Die Gründung erfolgte 1613 von den Jesuiten. Bis ins frühe 20. Jahrhundert blieben die Machtverhältnisse innerhalb der Universität trotz sich rapide ändernden Bedingungen unverändert. Die herrschende Oligarchie, die sich mittels Vetternwirtschaft an der Macht hielt, rief im Jahr 1918 den Protest der studentischen Bevölkerung hervor. Folge war die Reforma Universitaria, eine demokratische Reformbewegung, die von der liberalen argentinischen Regierung Hipólito Yrigoyens unterstützt wurde und nach und nach alle Universitäten des Landes und zahlreiche weitere in Südamerika erfasste.
In den Militärdiktaturen 1966–1973 und 1976–1983 wurden die demokratischen Errungenschaften teilweise wieder zurückgenommen. Seit der Demokratisierung Argentiniens ist die Diskussion um die Rolle der Universität entbrannt, die in Argentinien traditionell kostenlos und ohne Zugangsbeschränkung ist. 2004 wurde wegen Überlastung einiger sehr begehrter Studiengänge (vor allem Medizin) erstmals diskutiert, eine Obergrenze für Bewerber in einigen Fächern einzuführen. Die gesetzlichen Grundlagen dafür sind jedoch noch unklar.

## Organisation
Es gibt 15 Fakultäten für folgende Fachbereiche:
- Architektur, Städtebau und Design
- Kunst
- Agrarwissenschaften
- Wirtschaftswissenschaften
- Naturwissenschaften und Physik
- Medizin
- Kommunikationswissenschaften
- Sozialwissenschaften
- Recht
- Chemie
- Philosophie und Geisteswissenschaften
- Sprachen
- Mathematik, Astronomie, Physik und Informatik
- Zahnmedizin
- Psychologie

## Bekannte Absolventen
- Florentino Ameghino (1854–1911), Zoologe
- Domingo Cavallo (* 1946), Wirtschaftsminister Argentiniens von 1991 bis 1996 sowie 2001, Professor der Wirtschaftswissenschaften in den USA (Harvard University)
- Silvia Fernández de Gurmendi (* 1954), Rechtswissenschaftlerin, Richterin am Internationalen Strafgerichtshof in Den Haag
- Ernesto Garzón Valdés (1927–2023), Rechtswissenschaftler, studierte, promovierte und lehrte an der UNC, bevor er als Exilant in Deutschland lebte und Professor an der Universität Mainz wurde; er erhielt 1992 den Dr. h. c. der UNC
- Carlos Menem (1930–2021), Präsident von Argentinien (1989 bis 1999)
- José Gaspar Rodríguez de Francia (1766–1840), studierte hier Theologie, später erster Präsident (Diktator) von Paraguay